# Faisa Dame Tasama
Faisa Dame Tasama (* 12. Oktober 1987) ist ein belgischer Langstreckenläufer äthiopischer Herkunft.

## Leben
Faisa Dame Tasama lebt seit 2005 in Belgien und erhielt im Dezember 2016 die belgische Staatsbürgerschaft. Er ist verheiratet mit Almensh Belete, einer ebenfalls aus Äthiopien stammenden belgischen Leichtathletin, deren Schwester Mimi Belete für Bahrain startet.
Mehrmals nahm Dame Tasama außer Wertung startend an belgischen Leichtathletikmeisterschaften teil und beendete diese auf einem der vorderen Plätze ins Ziel laufend. Erfolge feierte er besonders im Crosslauf, wo er international bekannte Wettbewerbe wie die EAA Cross Country Permit Meetings gewinnen konnte.
In Deutschland startete er mehrmals beim Silvesterlauf Trier. 2011 lief er auf den siebten Platz, 2013 auf den dritten Platz und 2014 auf den achten Platz. Bei den Crosslauf-Europameisterschaften 2018 bei Tilburg (NLD) lief er auf den 21. Platz.

## Persönliche Bestzeiten
- 1500 m: 3:40,67 min, 14. August 2010, Kessel-Lo (BEL)
- 1 Meile: 3:58,74 min, 21. Juli 2007, Brasschaat (BEL)
- 3000 m: 7:48,62 min, 13. Juli 2010, Lüttich (BEL)
- 5000 m: 13:12,64 min, 13. Juli 2013, Heusden-Zolder (BEL)
- 10.000 m: 27:55,21 min, 4. Mai 2014, Palo Alto (USA)
- 10-km-Straßenlauf: 28:57 min, 1. April 2012, Brunssum (NLD)
- Halbmarathon: 1:03:20 h, 7. Oktober 2012, Breda (NLD)

## Persönliche Erfolge
Verschiedene Gewinne
- Cross Cup Hannut, Hannut (BEL), 24. Januar 2016, 8800 m, 28:27 min
- Abdijcross, Kerkrade (NLD), 17. Januar 2016, 10.500 m, 33:06 min
- Cross Cup Brüssel, Brüssel (BEL), 20. Dezember 2015, 10.500 m, 32:19 min
- Cross Cup Hannut, Hannut (BEL), 25. Januar 2015, 10.000 m, 32:52 min
- Engadiner Sommerlauf, Sils–Samedan (CHE), 17. August 2014, 25 km, 1:18:10 h
- Warandeloop, Tilburg (NLD), 24. November 2013, 10.000 m, 29:58 min
- Warandeloop, Tilburg (NLD), 25. November 2012, 10.000 m, 30:27 min
- 20 km von Brüssel, Brüssel (BEL), 27. Mai 2012, 20 km, 1:00:52 h